# Кадочников, Владимир Павлович
Владимир Павлович Кадочников (24 августа 1928, Свердловск — 22 апреля 1993, там же) — советский и российский актёр театра и кино.

## Биография
Родился 24 августа 1928 года. Окончил Свердловский театральный институт. В 1958—1960 годах играл в Екатеринбургском ТЮЗе. С 1961 по 1970 актёр Волгоградского театра драмы. В 1971 году актёр Нижнетагильского театра драмы. В 1971—1993 годах был актёром Свердловского театра драмы. Умер 22 апреля 1993 года, похоронен на Сибирском кладбище Екатеринбурга.

## Фильмография
1. 1958 — Пора таёжного подснежника[2]
2. 1960 — Ждите писем — фотокорреспондент[3]
3. 1964 — Дело Курта Клаузевица — Вася
4. 1969 — Белое солнце пустыни — подпоручик Семён[4]
5. 1975 — От зари до зари — эпизод
6. 1977 — Гармония — эксперт-экономист на конкурсе тракторов
7. 1982 — Тем, кто остается жить — милиционер
8. 1983 — Здесь твой фронт — эпизод
9. 1983 — Таёжный моряк — Никитич, шофёр
10. 1983 — Я не умею приходить вовремя — Володя, приятель Саши (нет в титрах)
11. 1984 — Предел возможного (4-я серия) — начальник геологической экспедиции
12. 1985 — Иван Бабушкин (2-я серия) — эпизод
13. 1985 — Фотография на память — майор милиции
14. 1987 — Команда «33» — Яков Семёнович, директор универсама
15. 1992 — Тишина
16. 1993 — Мафия бессмертна — подполковник на «зоне»

## Крылатые фразы
Наибольшей популярности Кадочников достиг, сыграв подпоручика Семёна в фильме Владимира Мотыля «Белое солнце пустыни». Фразы его героя стали крылатыми. 
- — Тебя как, сразу прикончить или желаешь помучиться?
- — Всё поёшь?
- — Прекратить дурацкую песню! И встать, когда с тобой разговаривает подпоручик!
- — Да гранаты у него не той системы.